# Episteme bijugata
Episteme bijugata är en fjärilsart som beskrevs av Walker 1862. Episteme bijugata ingår i släktet Episteme och familjen nattflyn. Inga underarter finns listade i Catalogue of Life.